# Samiska ortnamnsefterled
Samiska ortnamnsefterled förekommer inom Sápmi, det vill säga delar av Sverige, Norge, Finland och Ryssland (Kolahalvön). Eftersom samiskan består av flera olika varieteter med egna skriftspråk skrivs de samiska ortnamnen på olika sätt inom olika delar av området. Varje land har sina egna riktlinjer för detta.

## Samiska ortnamn i olika länder

### Sverige

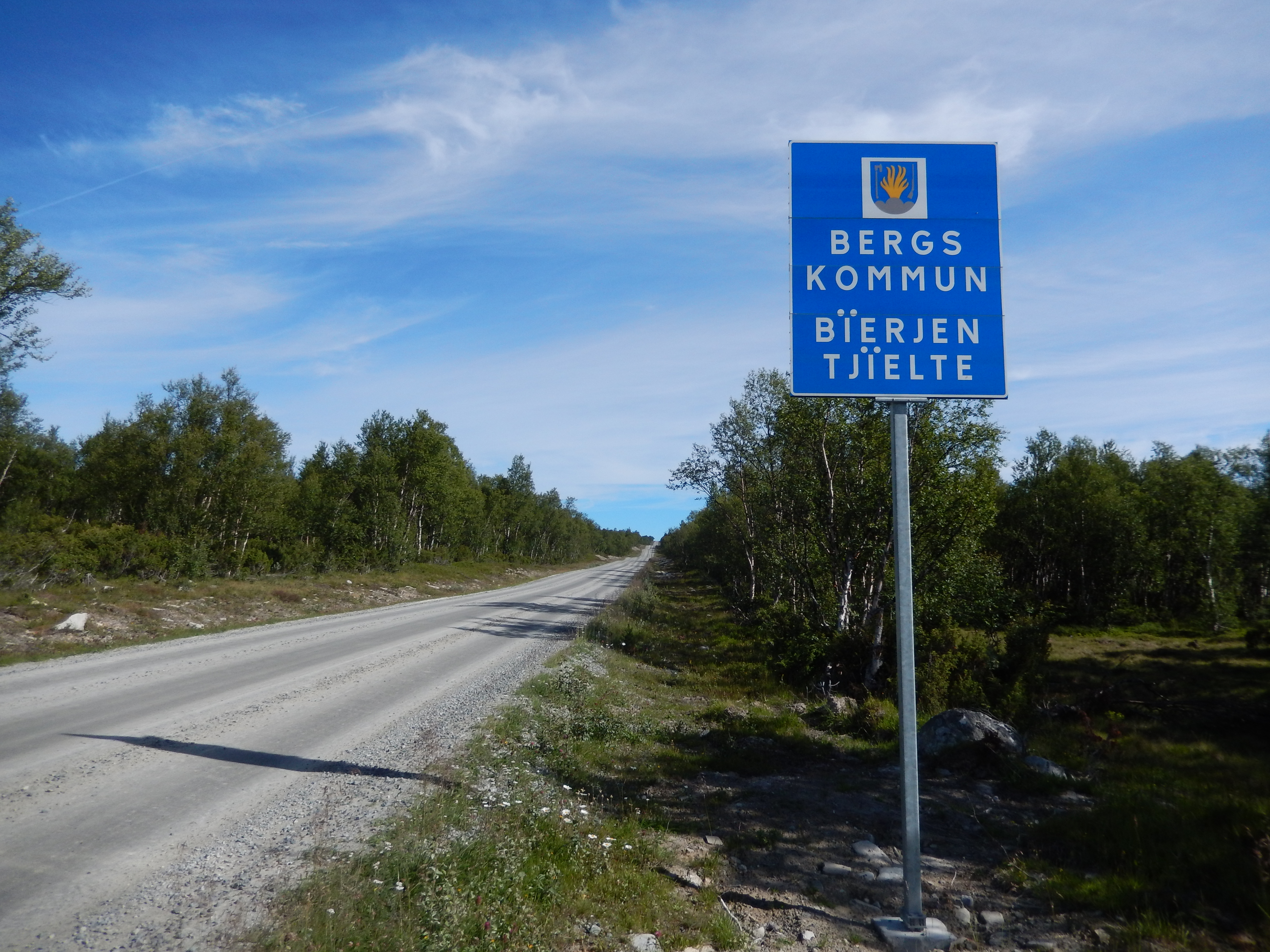
Vägskylt vid Bergs kommun.

När generalstabskartan för fjällområdet utgavs i slutet av 1800-talet och början av 1900-talet granskades de samiska ortnamnen av K.B. Wiklund.  Hans huvudprincip var att "ortnamnen böra skrifvas efter det språks lagar, som talas af traktens egentliga befolkning". Som utgångspunkt för den samiska ortografin använde Wiklund lulesamiskan, men han konstaterade att det var omöjligt att använda det skrivsättet inom hela området.
Vid mitten av 1950-talet påbörjade Lantmäteriverket utgivningen av en ny topografisk karta som skulle ersätta generalstabskartan. Omkring 1960 hade kartläggningen nått fram till fjälltrakterna. Eftersom det hade framförts kritik mot de samiska och finska ortnamnen på generalstabskartan hölls nu flera konferenser för att fastställa hur dessa ortnamn skulle stavas. För de samiska ortnamnen enades man om en modifierad lulesamisk ortografi (nedan kallad "kartortografi") som från och med 1964 användes på alla fjällkartor och vissa angränsande kartblad. Den språkliga granskningen utfördes av Gunnar Pellijeff.
I slutet av 1970-talet började Lantmäteriverket revidera fjällkartorna och utredde då även ortnamnen. År 1978 hade en nordsamisk ortografi, gemensam för Norge, Sverige och Finland, fastställts, och Lantmäteriverket beslöt 1980 att denna ortografi skulle användas inom nordsamiskt område. Eftersom det innebar ett införande av tecken som inte förekommer i svenskan (exempelvis č och š) ledde detta till livliga diskussioner, men beslutet stod fast. Nordsamisk ortografi skulle användas från och med Mellanbyns sameby (nuvarande Báste sameby) och norrut. Söder därom skulle lulesamiska användas. Sedan en lulesamisk ortografi, gemensam för Sverige och Norge, fastställts 1983 beslöt Lantmäteriverket 1988 att använda den på lulesamiskt område, från gränsen mot nordsamiska i norr till en gräns dragen genom södra delen av Norrbottens län, norr om Svaipa, Maskaure, Västra Kikkejaur samt Östra Kikkejaur samebyar. Söder därom skulle sydsamiska efterhand införas.
I början av 2000-talet fattades ett nytt beslut om de samiska ortnamnen på svenska kartor generellt, alltså inte bara på fjällkartorna. Som en följd av att Sverige ratificerat den europeiska stadgan om minoritetsspråk beslutade Lantmäteriet 2001 att hädanefter använda fyra olika samiska ortografier – förutom nordsamiska, lulesamiska och sydsamiska även umesamiska. Det umesamiska området går från lulesamiskans sydgräns söderut till Umeälven.

### Finland
I Finland talas nordsamiska, enaresamiska och skoltsamiska och dessa språk används även på kartorna. I Enontekis, Utsjoki och norra delarna av Sodankylä anges samiska ortnamn huvudsakligen på nordsamiska. I Enare är situationen mer komplicerad, eftersom alla tre varianter förekommer. På grundkartorna anges upp till fyra namn, det finska överst och därefter de tre samiska under varandra.

### Norge
I Norge talas nordsamiska, lulesamiska och sydsamiska. Tidigare användes Ruong-Bergsland-ortografin från 1948 för lule- och nordsamiska ortnamn samt Bergsland-Bull-ortografin för sydsamiska ortnamn. Sedan den nya nordsamiska ortografin antagits 1978 började detta skrivsätt användas inom nordsamiskt område.
Enligt nu gällande förordningar används nordsamisk stavning i Finnmark fylke, Troms fylke och i Nordland fylke söderut till Tysfjords kommun. Lulesamisk stavning används därifrån och söderut till Meløy kommun. Sydsamisk stavning används från Rana kommun och söderut.

## Ortnamnsefterled i bokstavsordning

### -jaure

Sjöar i Sverige med namn som slutar på -jaure eller -aure.

Jaure är det samiska ordet för sjö. Ordet skrevs på detta sätt i svensk kartortografi fram till och med 1980-talet och skrivs fortfarande så i etablerade bebyggelsenamn.
 En variant är den kortare formen -jaur. 
På aktuella kartor stavas ordet på följande sätt inom olika samiska språkområden: 
- Nordsamiska: jávri
- Lulesamiska: jávrre (med varianterna avrre och havrre)
- Umesamiska: jávrrie
- Sydsamiska: jaevrie
- Enaresamiska: jävri
- Skoltsamiska: jäuˈrr

#### Exempel
- Ajaur
- Arvidsjaur
- Randijaur
- Vassijaure
- Lista över insjöar i Sverige med namn som slutar på -jaure

### -jåkkå
Jåkkå är det samiska ordet för å eller bäck. Ordet skrevs på detta sätt i svensk kartortografi fram till och med 1980-talet. En variant är den kortare formen -jåkk som förekommer i en del bebyggelsenamn. 
På aktuella kartor stavas ordet på följande sätt inom olika samiska språkområden: 
- Nordsamiska: johka
- Lulesamiska: jåhkå
- Umesamiska: juhka
- Sydsamiska: johke

#### Exempel
- Katterjåkk
- Håmojåkk
- Stekenjokk

### -luokta
Luokta är det samiska ordet för vik. Ordet skrevs på detta sätt i svensk kartortografi fram till och med 1980-talet och skrivs fortfarande så i lulesamisk och nordsamisk ortografi.
På aktuella kartor stavas ordet på följande sätt inom olika samiska språkområden: 
- Nordsamiska: luokta
- Lulesamiska: luokta
- Umesamiska: luoktta
- Sydsamiska: loekte

#### Exempel
- Nikkaluokta
- Saltoluokta
- Staloluokta

### -njarka
Njarka är det samiska ordet för udde. Ordet skrevs på detta sätt i svensk kartortografi fram till och med 1980-talet och kan fortfarande skrivas så i bebyggelsenamn. 
På aktuella kartor stavas ordet på följande sätt inom olika samiska språkområden: 
- Nordsamiska: njárga
- Lulesamiska: njárgga

#### Exempel
- Njarkajaure
- Årrenjarka

### -tjåkkå
Tjåkkå är det samiska ordet för fjälltopp. Ordet skrevs på detta sätt i svensk kartortografi fram till och med 1980-talet.
På aktuella kartor stavas ordet på följande sätt inom olika samiska språkområden: 
- Nordsamiska: čohkka
- Lulesamiska: tjåhkkå
- Umesamiska: tjåhkka
- Sydsamiska: tjahkke

#### Exempel
- Sarektjåkkå
- Låktatjåkka
- Sielkentjakke

### -vare
Vare är det samiska ordet för berg eller fjäll. Ordet skrevs på detta sätt i svensk kartortografi fram till och med 1980-talet och förekommer fortfarande i etablerade bebyggelsenamn.
På aktuella kartor stavas ordet på följande sätt inom olika samiska språkområden: 
- Nordsamiska: várri
- Lulesamiska: várre
- Umesamiska: várrie
- Sydsamiska: vaerie

#### Exempel
- Alkavare kapell
- Gällivare
- Kedkevare